# 戀慕 (電視劇)
《戀慕》（：／），為韓國KBS 2TV於2021年10月11日起播出的月火連續劇，改編自李素英的同名漫畫，由《又，吳海英》、《愛上變身情人》的宋賢旭導演及《你好？是我！》李炫錫導演與《朝鮮神槍手》、《先熱情地打掃吧》的韓熙政編劇合作打造。此劇講述隱瞞是女人的真實身份的朝鮮國王與圍繞着她身邊的花美男之間展開的時而浪漫時而又驚險刺激的愛情故事。
OTT平台由Netflix全球同步上線。

## 演員陣容

### 主要人物
| 演員                    | 角色       | 介紹 |
| 朴恩斌 （少年：崔明彬） | 李垣／蓮膳 | 朝鮮公主 公主（惠宗王世子時期的嫡長女）→庶民→宮女→假扮王世孫→假扮王世子→廢世子→假扮國王→先王→公主→與至韻出宮展開新人生 雙胞胎中的妹妹，惠宗世子時期與世子嬪所生的嫡長女，世子李輝的雙胞胎妹妹，齊賢大君李謙的同父異母姐姐，雪白的臉，冰涼的眼神，神祕的線條美麗的外貌，再加上無法侵犯的威嚴和無人能及的文武實力，是完美的王世子。但總是用不表露感情的撲克臉惡言相向，也不輕易允許任何人陪在身邊，之所以不能容忍這種越界行為，因為是代替死去的哥哥生活在宮中的雙胞胎妹妹，也是假王世子。 雖然一出生時是王世子的嫡女兒，是高貴的公主（世子嫡女封號），但因為王室認為與女孩一起出生的王子不算個王子，本要要被殺，但母親世子嬪命醫官施假死針，讓侍衛送他出宮而保住性命，多年後來到宮中當宮女，因為意外遇見與自己長的一樣的雙胞胎哥哥世孫李輝，因李輝要求與自己互換身分而出宮，李輝卻在第二次出宮想與老師姜澕佶見最後一面，哥哥李輝被鄭析助以為是李垣而被誤殺後，被母親嬪宮要求假扮哥哥李輝的世孫身分，因為親眼看到好友二月被鄭析助殺，也得知鄭至韻是鄭析助的兒子，而無法原諒殺害哥哥李輝跟好友二月的人，也連帶無法原諒鄭至韻，漸漸從單純開朗的性格變成冷酷挑剔暴躁的性格，那都只是她為了保護自己並不讓人發現自己是女人，雖然心中還愛著初戀至韻，但為了不讓身分被發現，只能把心中的感情藏在心底，被至韻告白，心中的愛意逐漸明顯，但為了不讓身分被發現，而說自己要娶世子嬪，拒絕至韻，心中很痛苦。 因為被誤會成殺害昌雲君，被儒生上奏廢除世子之位，被父王在東宮殿看到女子樣子，後與父王談話，得知原來父王早在母妃嬪宮過世那天聽到母女倆談話得知自己是女子，父王為了保護她，下令廢除世子之位，要她去宮外過自己的人生，在侍衛的保護下逃離流放地，看了父王送給她的女子衣服與一封信，知道父王原來一直以來都很在乎她，只是為了保護她而冷落，以女子裝扮與至韻再次相遇，本來要與至韻坦承自己是女人時，但被鄭析助發現行蹤，在逃跑過程中被箭射到手臂，後來為了要治療傷口，自己脫下衣服與至韻坦承自己是女人的秘密，本與至韻說好要一起離開去過平凡甜蜜生活，因尚憲君毒害父王而駕崩，卻在路上被尚憲君派的人抓走，尚憲君要求她當王，為了保護身邊的人，而答應登上王位，與中殿跟大王大妃承認自己是雙胞胎中的妹妹，與尚憲君要一起喝蘇朗草同歸於盡，告知尚憲君茶中下了害死她父王的蘇朗草，尚憲君氣到掐她脖子，尚憲君當場死亡，李垣有事先吃至韻給的藥加上年輕，所以毒性沒有那麼強，夢到王室沒有禁止雙胞胎，而是以原來公主身分活著與哥哥世孫李輝都活下來，以公主身分與至韻的婚禮，後被至韻救活，本來大王大妃要她假死出宮，但因為覺得自己明明活著，世上也沒有永遠的秘密，決定接受命運告知大家她的身分，後得大臣們與登上王位的者隱君的支持，把以李輝王的身分的日子在歷史上抹去 (但其事蹟以傳說中的女子軼聞在民間廣為流傳)，恢復公主的身分，並與至韻出宮過著平凡人生，後與至韻結為夫妻。 |
| 朴恩斌 （少年：崔明彬） | 李輝       | 朝鮮王世孫 王世孫（惠宗王世子時期的嫡長子）→王世子→廢世子→國王 雙胞胎中的哥哥，王世孫，惠宗世子時期與世子嬪所生的嫡長子，公主李垣的雙胞胎哥哥，齊賢大君李謙的同父異母哥哥，在宮中巧遇雙胞胎妹妹李垣，覺得與自己長得一模一樣非常驚訝，便請求李垣與自己調換身分，為了出宮見要被斬首的老師姜澕佶最後一面，而男扮女裝以李垣的身分出宮，卻被鄭析助誤認為妹妹李垣，本要說出自己的世孫身分，卻還是被鄭析助殺害，後母親嬪宮要求妹妹李垣假扮世子。 |
| 路雲 （少年：高宇臨）   | 鄭至韻     | 三開房醫員→世子侍講院司書→承政院注書→與李垣出宮展開新人生 司憲府執義鄭析助與金氏夫人的獨生子，李垣的老師兼初戀，擁有帥氣臉龐和絕頂的「暴走」個性，既是韌勁、執著、膽量的朝鮮男子漢，又是虛虛實實、悠然自得、天生的樂觀主義者，是無怨無悔的享受人生的風雲人物。作為司憲府家的兒子，早已是科舉及第的人才其中一員，但他卻把立身揚名的康莊大道拋在腦後，用針灸代替毛筆，後為了保護三開房的人，被父親要求成為世子的老師侍講院司書，李垣為了不讓身分被拆穿，告訴他小時候的初戀宮女，已經因病過世，與假王世子李輝相處期間而產生情愫，在不知道世子就是初戀李垣時，就確定自己愛上李垣假扮的世子李輝，不在乎她是男人還是女人，與她告白，但被拒絕，得知世子被廢位，回到宮中說要守護她，被婉拒，後來在船上與女子裝扮的李垣再次相遇，但為了躲避父親鄭析助的追捕，一直保護著李垣，為了要幫李垣治療傷口而幫她解開衣服時，李垣告訴她自己有事情要坦承，並脫下衣服告訴他自己是女人的秘密，得知一直以來認為的世子竟然是個女人，後與恢復公主身分的李垣出宮過著平凡人生，後與李垣結為夫妻。 |

### 鄭至韻周圍人物
| 演員   | 角色     | 介紹 |
| 裴秀彬 | 鄭析助   | 司憲府執義→大殿內禁衛將 鄭至韻的父親，也是司憲府家的人，擁有辨別是非正確的眼睛，始終保持冷靜的人物，把李輝誤認為李坦，而殺死真正的王世子李輝，在世子被廢位後，想要把被侍衛帶走的李垣追補回來，但在追捕過程中，射傷李垣的手臂，卻得知原來10多年前誤殺成真世子李輝，而並非李垣，後與李垣認錯殺害李輝的事情，並說自己會甘願承受懲罰，後來在尚憲君起兵謀反當天，與尚憲君的私兵抗衡的時候，因已經深受重傷，被尚憲君一刀刺死，後與至韻說自己最喜歡他的地方，就是與自己不一樣，說完後死在至韻身邊。 |
| 朴恩惠 | 金氏夫人 | 鄭至韻的母親，鄭析助的正室夫人，名門望族出身的美麗賢淑的女人。以無限慈祥的樣子照顧至韻，有時也會露出可愛的模樣。 |
| 張世鉉 | 房質昑   | 三開房的助手，天真爛漫、膽小的人性，在被鄭至韻救活後，稱他為「大哥」，是代替至韻，不管在宮中還是其他地方，經營著三開房的人物。 |
| 李垂珉 | 房英持   | 三開房的助手，質昑的妹妹，個性剛毅聰明，為了約束不懂事的哥哥而忙碌的少女。在三開房裡，除了不能做的事之外，什麼都做，是吸引顧客的天才，喜歡姜溵曙。 |

### 朝鮮王室
| 演員                    | 角色           | 介紹 |
| 李必模                  | 朝鮮惠宗       | 王世子→國王 朝鮮君王，世子李輝與公主李垣還有大君李謙的父王，嬪宮生下雙胞胎那天，為了保住女兒李垣的性命，與父親求情，但因為父親認為與公主一起出生的王子不算個王子，而岳父尚憲君提議要殺了李垣，留下李輝，不讓世人知道雙胞胎這件事情，為了大局，只能要求嬪宮殺了女兒李垣，並不知道後來李輝意外被殺，但在嬪宮過世那天，無意間聽到嬪宮與李垣的談話，得知原來兒子李輝已死，是女兒李垣假扮世子，為了保護李垣，而對她冷漠，後來在大臣要求他廢除世子之位，去東宮殿看到李垣女子樣子，而決定以廢位來保護女兒李垣，並放她自由，讓身邊的內禁衛將從此保護李垣並不能說出她的女子身分，李垣離宮的隔天晚上被尚憲君派身邊的內侍下毒藥而駕崩。（原型：睿宗）                                                                                         |
| 南潤壽 （少年：崔錄運） | 李賢           | 者隱君→國王 者隱君，王室的宗親，桃炫世子的次子。多情善意的性格，不驕不躁，懂得正道，和王世子李輝是從小就像親兄弟一樣長大的莫逆之交。可惜的是，如此堅守分寸、關懷備至的天性，成了連自己對某人的心意都禁閉在心中的框架，是目前唯一得知李垣是女人，因為小時候去找世子的時候，聽到嬪宮跟李垣說話，得知原來真正的世子李輝已過世，是李輝的妹妹李垣假扮世子身分，後決定默默保護李垣，後登基為新王，免除李垣假扮李輝的身分，幫李垣恢復公主身分，並放她出宮。（原型：成宗） |
| 金序河                  | 昌澐君         | 世子李輝與公主李垣的叔父，以宗親的身分放蕩不羈，作為瘋狂行為的王室的問題兒。有著對小事也容易興奮的衝動和攻擊性傾向，不怕自己手上沾血，也許從某種意義上說，他反而喜歡上這樣的施虐行為，之所以能如此囂張，是因為在王室最高長輩大妃的庇護下，每當行為被朝廷視為問題時，都是止步於大妃的訓斥，具有請求寬恕後轉身有重複同樣行動的反社會人格傾向，在狩獵場因為看不慣李垣，認為他是靠尚憲君而保住世子位子，而諷刺李垣，但卻被李垣射箭警告，為了報復李垣，趁李垣射箭時旁邊無人，拿弓箭對準她，卻射偏了，而射到李垣的髮簪，從旁看到長髮掉落的李垣，覺得李垣像個女人，心中產生懷疑，因為殺了素恩的侍女，而被李垣要求對侍女下跪道歉，覺得受了屈辱，因源山君要求假死，讓大家以為世子害死他，而被廢位，後因為得知李垣是女子身分，被鄭析助殺害。 |
| 金澤                    | 源山君         | 李賢的哥哥，王室宗親，桃炫世子的長子，溫柔中蘊藏著野心，溫柔的微笑和謙遜的姿態來輔佐著輝，認為要是身為世子的父親不早逝，王的位子應該是屬於自己的，在多情善感的背後，有個令人恐懼的冷血雙面人物，身為嫡長孫，心中一直認為自己才是繼承王位的第一順位，為了找回自己位子當上王，後與尚憲君聯手要揭發李垣以女子身分當王的事情而謀反，而殺了齊賢大君李謙，本要殺了親弟弟者隱君，但被姜溵曙砍傷背部，傷口很深。 |
| 尹帝文                  | 韓氣在         | 尚憲君，世子李輝與公主李垣的外祖父。因為貪圖權力，要求女兒世子嬪生下的龍鳳胎的女兒只能留下兒子，女兒必須殺死，手段相當兇殘，得知李垣假扮李輝身分，但不打算揭發，後因為李垣想要揭發他以蘇朗草毒害惠宗的事情，決定揭發李垣身分，並輔佐源山君當王，在與李垣喝茶時，本要李垣喝下自己命人準備的毒藥，因李垣告知喝下的茶下了他毒害惠宗的蘇朗草，當下震怒掐李垣的脖子，因為毒性太強而當場吐血身亡。 |
| 李壹花                  | 大妃           | 王妃→王大妃→大王大妃 世孫李輝與公主李垣的祖母，作為王室最高者，雖然對輝無比慈愛和溫暖，但在朝廷中培養大量外戚來組成自己的勢力，內功不凡的政治九段，以王駕崩後可以選定後繼者的強大籌碼為基礎，展示出不被任何人牽著鼻子走的只屬於自己的政治，李垣告知自己假扮李輝身分的時候，非常驚訝，後希望李垣假死出宮，便不會受到懲罰，但李垣覺得自己明明活著，不要以別人身分過活。 |
| 孫汝恩                  | 中殿           | 王妃 國王的繼妃，世孫李輝與公主李垣的繼母，齊賢大君的母親，不喜歡李垣，認為應該是自己的親生兒子齊賢大君繼承王位，惠宗駕崩當天，因為尚憲君的陰謀，與父親昌川君一起被尚憲君陷害毒害惠宗謀反。 |
| 孫鐘鶴                  | 府院君／領議政 | 昌川君 齐贤大君的外祖父，李垣的继母之父。 |
| 車成濟 （少年：朴多溫） | 李謙           | 齊賢大君，惠宗與繼妃所生的嫡次子，世子李輝與公主李垣的同父異母弟弟。雖然其母親中殿與外祖父昌川君一直以來總是想方設法將齊賢大君推舉上世子之位，然而本人卻對王位毫無慾望。 雖然一直以來都渴求哥哥輝的喜愛，然而自己的存在本身就是對輝的威脅，這個事實令他痛苦不已。後在流放後被接回宮中，李垣要禪位於他，後尚憲君發起謀反當天，李垣要者隱君帶他先出宮，但在準備離宮時，被源山君殺害。 |

### 其他人物
| 演員                  | 角色           | 介紹 |
| 高圭弼 （少年：金健） | 洪內官／福童   | 服侍世孫的內官。知道李垣與李輝交換身份並予以協助的人物之一，後來者隱君當王後，遵從先王李垣離宮前的吩咐與金尚宮繼續留在大殿服侍者隱君。 |
| 白賢珠                | 金尚宮         | 東宮殿尚宮，也是世子嬪信賴的人，照顧著假扮李輝的李垣，在李垣準備與尚憲君同歸於盡時本想追隨主人上吊自盡，被洪內官阻止，後來者隱君當王後，遵從先王李垣離宮前的吩咐與洪內官繼續留在大殿服侍者隱君。 |
| 崔秉燦                | 金佳穩／姜溵曙 | 李輝的護衛武士，後為大殿內禁衛將。不表露感情、像影子一樣默默守護在王世子身邊，有著令人無法猜透的心思以及隱秘的過去，隱藏的真實身分是真世子李輝兒時的老師姜澕佶的兒子，因為父親姜澕佶被尚憲君陷害謀反而被斬首，想要復仇，後來李垣幫他恢復身分並成為大殿內禁衛將，後來者隱君當王後，遵從先王李垣離宮前的吩咐繼續留在大殿保護者隱君。喜歡房英持。 |
| 金宰澈                | 尹炯設         | 曾受嬪宮之託，將雙胞胎之中的女嬰送出宮外救治的人物。他是從現任王．惠宗的世子時期就開始保護他的護衛武士，雖然知道李輝的秘密，但他始終沒有把事實告訴惠宗，之所以保持沉默，是因為他認為「沉默」是他能同時守護王和世子的唯一方法。- |
| 朴元相                | 申英洙         | 吏曹判書，因為世子妃的揀擇而被辭退與家人一同返鄉，後擔任司憲府大司憲。 |
| 裴允京                | 申素恩         | 吏曹判書的獨生女，後為大司憲的獨生女。無論在誰眼中都是個充滿氣場的美貌擁有者，在誰面前都不會氣餒，懂得明確表明自己主張的朝鮮新女性。想要的東西一定要掌握在自己手中，以周密的性格盯著世子嬪的位置，但是有一天遇到了更加有慾望的男人鄭至韻，陷入了一生一世的苦惱中，本來要與至韻成婚，但後來發現至韻心中沒有她，便放下這段感情。 |
| 鄭彩娟                | 盧夏景         | 兵曹判書盧鶴洙晚生的小女兒。夏景是在“女兒傻瓜”父親的陪伴下長大的，從出生瞬間就在珍視自己的環境中受到滿滿的愛，得益於此，夏景擁有純度100%的無瑕靈魂。相信就這樣以純真微笑享受眼前幸福的某一天，將會遇到自己想要用盡全心全意的郎君，因為被假扮世子李輝的李垣救過，對她一見鍾情，成為中殿後，一直對李垣表達愛意，雖然沒有得到回應，但還是努力著，後來李垣與她坦承是女子身分，所以不能成為她的丈夫，得知李垣的女子身分，還是仍然喜歡她，便說出應該永遠不要說出這個秘密，後來因為父親被流放，後出宮生活，在宮外還是仍然想著在宮中與李垣相處的日子。 |
| 鄭載成                | 盧鶴洙         | 兵曹判書，尚憲君派，夏景的父親，夏景成為中殿之後，成為府院君，後因為尚憲君被揭發毒害惠宗，被流放。 |
| 金吝勸                | 楊文秀         | 世子李輝的老師，他負責侍講院，總是忙於看國王和世子的眼色行事，但在組織生活方面，他是最優秀的人物。 |

### 特別出演
| 演員   | 角色     | 介紹 |
| 韓彩雅 | 世子嬪   | 惠宗世子時期的原配妻子世子嬪，世孫李輝與公主李垣的母親，生下龍鳳胎，因王室禁止生下雙胞胎，父親尚憲君要求她留下兒子李輝，並要殺死女兒李垣，因為不忍心，要求醫官給女兒施假死針，派左翊衛送到宮外寺廟，後來李垣竟回到宮中當宮女，後因李垣與李輝互換身分，李輝被鄭析助誤認成李垣而殺死，得知死去的是兒子，便要女兒李垣假扮兒子李輝的身分成為假王世子，與女兒李垣說出她的真實身分，在過世前告訴女兒要堅強活下去，並與惠宗說請好好守護李垣。 |
| 朴基雄 | 明朝太監 | 明朝太監，朝鮮人，小時候被帶去明國後成為宦官，囂張跋扈，與明朝使臣團來到朝鮮，後來被李垣的話給感化。 |
| 趙在莞 | 姜澕佶   | 世孫李輝的老師，被尚憲君誣陷而遭斬首。 |
| 金詩恩 | 二月     | 李垣在宮女時期的好友，卻因為知道李垣的存在而被殺。 |

## 原聲帶
- Part.1（發行日期：2021年10月12日）

| 曲序 | 曲目                       | 演唱                | 时长 |
| ---- | -------------------------- | ------------------- | ---- |
| 1.   | Shadow of you（림자 사랑） | Super Junior-K.R.Y. | 3:51 |
| 2.   | Shadow of you（Inst.）     |                     | 3:51 |

- Part.2（發行日期：2021年10月19日）

| 曲序 | 曲目                   | 演唱 | 时长 |
| ---- | ---------------------- | ---- | ---- |
| 1.   | One and Only（알아요） | Lyn  | 4:10 |
| 2.   | One and Only（Inst.）  |      | 4:10 |

- Part.3（發行日期：2021年10月26日）

| 曲序 | 曲目          | 演唱   | 时长 |
| ---- | ------------- | ------ | ---- |
| 1.   | IF I          | 白智榮 | 3:41 |
| 2.   | IF I（Inst.） |        | 3:41 |

- Part.4（發行日期：2021年11月2日）

| 曲序 | 曲目               | 演唱              | 时长 |
| ---- | ------------------ | ----------------- | ---- |
| 1.   | I Believe          | 安多恩（The Ade） | 3:46 |
| 2.   | I Believe（Inst.） |                   | 3:46 |

- Part.5（發行日期：2021年11月9日）

| 曲序 | 曲目                      | 演唱     | 时长 |
| ---- | ------------------------- | -------- | ---- |
| 1.   | Hide and Seek（숨바꼭질） | VROMANCE | 3:39 |
| 2.   | Hide and Seek（Inst.）    |          | 3:39 |

- Part.6（發行日期：2021年11月16日）

| 曲序 | 曲目                                              | 演唱                  | 时长 |
| ---- | ------------------------------------------------- | --------------------- | ---- |
| 1.   | Full of You（티가 나）                            | 海允（Cherry Bullet） | 3:16 |
| 2.   | Full of You（티가 나）                            | VROMANCE              | 3:15 |
| 3.   | Full of You（Inst.）（海允（Cherry Bullet）Ver.） |                       | 3:16 |
| 4.   | Full of You（Inst.）（VROMANCE Ver.）             |                       | 3:15 |

- Part.7（發行日期：2021年11月23日）

| 曲序 | 曲目                        | 演唱        | 时长 |
| ---- | --------------------------- | ----------- | ---- |
| 1.   | No Goodbye In Love（안녕）  | 路雲（SF9） | 3:16 |
| 2.   | No Goodbye In Love（Inst.） |             | 3:16 |

## 收視率
| 集數       | 播出日期   | 尼爾森收視率     | 尼爾森收視率   | TNmS收視率       |
| 集數       | 播出日期   | 大韓民國（全國） | 首爾（首都圈） | 大韓民國（全國） |
| ---------- | ---------- | ---------------- | -------------- | ---------------- |
| 1          | 2021/10/11 | 6.2%             | 6.2%           | 6.8%             |
| 2          | 2021/10/12 | 6.7%             | 5.9%           | 6.7%             |
| 3          | 2021/10/18 | 6.5%             | 6.4%           | 6.5%             |
| 4          | 2021/10/19 | 5.9%             | 5.6%           | 6.2%             |
| 5          | 2021/10/25 | 5.7%             | 4.9%           | 5.6%             |
| 6          | 2021/10/26 | 5.5%             | 4.8%           | 5.9%             |
| 7          | 2021/11/01 | 7.0%             | 6.3%           | 7.2%             |
| 8          | 2021/11/02 | 7.6%             | 7.2%           | 7.1%             |
| 9          | 2021/11/08 | 7.8%             | 7.8%           | 6.8%             |
| 10         | 2021/11/09 | 7.2%             | 7.0%           | 6.5%             |
| 11         | 2021/11/15 | 7.1%             | 6.4%           | 6.7%             |
| 12         | 2021/11/16 | 8.8%             | 8.7%           | 7.3%             |
| 13         | 2021/11/22 | 10.0%            | 9.4%           | 8.5%             |
| 14         | 2021/11/23 | 9.6%             | 8.7%           | 9.3%             |
| 15         | 2021/11/29 | 9.9%             | 9.4%           | 8.4%             |
| 16         | 2021/11/30 | 8.8%             | 8.1%           | 7.7%             |
| 17         | 2021/12/06 | 8.4%             | 8.0%           | 7.4%             |
| 18         | 2021/12/07 | 9.4%             | 8.6%           |                  |
| 19         | 2021/12/13 | 9.3%             | 8.8%           | 7.8%             |
| 20         | 2021/12/14 | 12.1%            | 11.4%          | 10.3%            |
| 平均收視率 | 平均收視率 | 7.98%            | 7.47%          | －               |

- 收視最低的集數以藍色表示，收視最高的集數以紅色表示，而空格則表示該集的收視沒有相關數據。

## 提名及獲獎列表
| 年度   | 頒獎典禮              | 獎項                          | 入圍者       | 結果 |
| 2021年 | KBS演技大獎           | 女子最優秀演技獎              | 朴恩斌       | 獲獎 |
| 2021年 | KBS演技大獎           | 迷你電視劇部門 女子優秀演技獎 | 朴恩斌       | 提名 |
| 2021年 | KBS演技大獎           | 男子新人獎                    | 南潤壽       | 提名 |
| 2021年 | KBS演技大獎           | 男子新人獎                    | 路雲         | 獲獎 |
| 2021年 | KBS演技大獎           | 女子新人獎                    | 鄭彩娟       | 提名 |
| 2021年 | KBS演技大獎           | 男子青少年獎                  | 高宇臨       | 提名 |
| 2021年 | KBS演技大獎           | 女子青少年獎                  | 崔明彬       | 獲獎 |
| 2021年 | KBS演技大獎           | 最佳情侶獎                    | 朴恩斌＆路雲 | 獲獎 |
| 2021年 | KBS演技大獎           | 男子人氣獎                    | 路雲         | 獲獎 |
| 2021年 | KBS演技大獎           | 女子人氣獎                    | 朴恩斌       | 獲獎 |
| 2022年 | 第58屆百想藝術大賞    | 電視部門女子最優秀演技獎      | 朴恩斌       | 提名 |
| 2022年 | 第49屆韓國放送大獎    | 最佳演員獎                    | 朴恩斌       | 獲獎 |
| 2022年 | 第17屆首爾國際電視節  | 國際競爭部門 作家獎           | 韓熙政       | 獲獎 |
| 2022年 | 第8屆APAN Star Awards | 迷你劇 女子最優秀演技獎       | 朴恩斌       | 提名 |
| 2022年 | 第50屆國際艾美獎      | 最佳肥皂劇                    | 《戀慕》     | 獲獎 |

## 外部連結
- 韓國KBS官方網站
- Daum上《戀慕》的資料

| KBS2 月火劇                              | KBS2 月火劇                                  | KBS2 月火劇 |
| ---------------------------------------- | -------------------------------------------- | ----------- |
|                                          | （2021年10月11日－2021年12月14日）           |             |
| 警察課程 （2021年8月9日－2021年10月5日） | 花開時想月 （2021年12月20日－2022年2月22日） |             |